# Harold Lang
Harold Lang (n. 21 decembrie 1920, Daly City⁠(d), California, SUA – d. 26 iulie 1985, Chico⁠(d), California, SUA) a fost un actor, cântăreț și dansator american.

## Biografie
Lang și-a început cariera profesională ca dansator de balet, debutând în echipa companiei San Francisco Ballet în 1938 și continuându-și apoi activitatea artistică, doi ani mai târziu, în cadrul companiei Ballet Russe de Monte Carlo și din 1943 în cadrul American Ballet Theatre (numit pe atunci Ballet Theatre). În perioada cât a fost angajat al ABT, a făcut parte din distribuția originală a spectacolelor de balet Fancy Free și Interplay ale lui Jerome Robbins și a jucat în spectacolele de balet realizate de George Balanchine, David Lichine, Léonide Massine și Antony Tudor.
Începând de la sfârșitul anilor 1940, Lang a trecut de la balet la teatrul liric. A debutat pe Broadway în spectacolul de scurtă apariție Mr. Strauss Goes to Boston (1945), apoi a avut mai mult succes ca solist în Three to Make Ready (1946) și în Look, Ma, I'm Dancin'! (1948). Primul rol important al lui Lang a fost Bill Calhoun / Lucentio în spectacolul original Kiss Me, Kate (1948) - deși nu s-a înțeles întotdeauna cu compozitorul Cole Porter. Al doilea rol principal pe Broadway a fost Joey în reluarea din 1952 a musicalului Pal Joey. A mai apărut pe Broadway în spectacolele Make a Wish (1951), Shangri-La (1956), Ziegfeld Follies of 1957 și I Can Get It for You Wholesale (1962). Lang, de asemenea, a făcut turnee cu spectacolul Once Upon a Mattress. În spectacolul de lungă apariție Kiss Me, Kate, Lang (în rolul lui Bill) a interpretat numărul său muzical solo „Bianca” și a interpretat, de asemenea, „We Open in Venice” (ca Lucentio), împreună cu Alfred Drake (ca Petruchio), Patricia Morison (Katharine) și Lisa Kirk (ca Bianca). Lang a interpretat, de asemenea, cântecele „Tom, Dick sau Harry” (ca Lucentio), împreună cu Edwin Clay (ca Gremio), Charles Wood (ca Hortensio) și Lisa Kirk (ca Bianca).
Deși a apărut în emisiunile de televiziune la începutul anilor 1950, Lang nu a jucat în filme comerciale. S-a spus că 20th Century-Fox a vrut să-i ofere rolul Mike, iubitul lui Vera-Ellen, în filmul muzical Three Little Girls in Blue" 1946), dar el a fost nevoit să refuze din cauza faptului că avea angajamentelor teatrale pe care trebuia să și le onoreze. El ar fi trebuit să interpreteze cântecul devenit ulterior clasic „You Make Me Feel So Young”. Înlocuitorul său a fost actorul minor Charles Smith, care nu era nici cântăreț și nici dansator.
Biblioteca Publică din New York deține filme de arhivă cu interpretările lui Lang în spectacolele Fancy Free și Interplay. El l-a interpretat, de asemenea, pe John Sappington Marmaduke „Bubber” Dinwiddie, fratele Marthei Dinwiddie Butterfield, în spectacolul biografico-parodicsatiric First Lady al lui Patrick Dennis. Atât Arthur Laurents, cât și Gore Vidal au afirmat că au avut relații sentimentale cu Lang. Începând din 1970 și până la moartea sa în 1985, Lang a fost profesor de dans la California State University din Chico.

## Apariții pe scenă
- Fancy Free (18 aprilie 1944) (Metropolitan Opera House)
- Mr. Strauss Goes to Boston (6-15 septembrie 1945) (Broadway)
- Three to Make Ready (7 martie - 14 decembrie 1946) (Broadway)
- Look Ma, I'm Dancin'! (29 ianuarie - 10 iulie 1948) (Broadway)
- Kiss Me, Kate (membru al distribuției în perioada 30 decembrie 1948 - 28 iulie 1950, înlocuit de dublura Danny Daniels când spectacolul s-a mutat la Shubert Theatre) (Broadway)
- Make a Wish (18 aprilie - 14 iulie 1951) (Broadway)
- Pal Joey (3 ianuarie 1952 - 18 aprilie 1953; 1954) (Broadway, turneu național și la Londra)
- The Time of Your Life (19-30 ianuarie 1955) (Broadway)
- Shangri-La (13 - 30 iunie 1956) (Broadway)
- Ziegfeld Follies of 1957 (1 martie - 15 iunie 1957) (Broadway)
- On the Town (15 ianuarie - 15 martie 1959) (reluare Off-Broadway, Carnegie Hall Playhouse) (ca Gabey)
- Oklahoma! (1959) (Dayton, Ohio) (ca Will Parker)
- Once Upon a Mattress (1960–1961) (turneu național)
- I Can Get It for You Wholesale (22 martie - 8 decembrie 1962) (Broadway)
- Song of Norway (1963) (Warren, Ohio)
- Show Boat (1963) (Milwaukee) (ca Frank Schultz)
- Little Me (1964) (Gaithersburg, Maryland)
- No Strings (1964) (Gaithersburg, Maryland)
- The Decline and Fall of the Entire World as Seen Through the Eyes of Cole Porter Revisited (1965) (Off-Broadway)
- The Gershwin Years (1973) (turneu național)

## Legături externe
- Site web oficial
- en Harold Lang la Internet Broadway Database
- Harold Lang la Internet Movie Database